# مسجد قصر منشي
مسجد قصر منشي (بالفارسية: مسجد قصر منشی) هو مسجد تاريخي يعود إلى عصر القاجاريون، ويقع في أصفهان.